# Georg Fritsch
Carl Agathon Georg Fritsch (* 18. Mai 1890 in Osterode, Ostpreußen; † 23. Juli 1955) war ein deutscher Architekt und Baubeamter.

## Leben
Georg Fritsch war ein Sohn des Gymnasiallehrers Carl Fritsch (1854–1929) und dessen Ehefrau Milka Fritsch geb. Harnoch, Tochter des Pfarrers Agathon Harnoch (1837–1905). Er besuchte zunächst das Gymnasium in Osterode, dann das Tilsiter Realgymnasium, an dem er 1909 das Abitur ablegte. Von 1909 bis 1914 studierte er Architektur an der Technischen Hochschule Danzig, der Technischen Hochschule München, der Technischen Hochschule Dresden und zuletzt nochmals in Danzig. Von Oktober 1914 bis Februar 1915 nahm er im 1. Ostpreußischen Feldartillerie-Regiment Nr. 16 am Ersten Weltkrieg teil, nach einer Verwundung wurde er kriegsverwendungsunfähig. Die Diplom-Hauptprüfung legte er im Dezember 1915 in Danzig ab und begann ein Referendariat. Von 1916 bis 1918 war er unter Friedrich Lahrs beim Neubau der Kunstakademie Königsberg tätig. Im Jahr 1919 bestand er das Staatsexamen und wurde zum Regierungsbaumeister (Assessor in der öffentlichen Bauverwaltung) ernannt, anschließend arbeitete er bis 1921 bei der Bezirksregierung in Königsberg. 
Ab 1921 war er im Rang eines Regierungsbaurats bei der Bezirksregierung in Potsdam tätig und dort für Wohnungs- und Siedlungswesen sowie Städtebau zuständig. Am 16. Dezember 1922 wurde er 1. Vorsitzender des Gemeinnützigen Beamten-Siedlungsvereins „Vaterland“ in Potsdam und errichtete für diesen zwei Wohnsiedlungen, eine von 1923 bis 1926 „Am Schragen“, westlich neben der Russischen Kolonie, eine zweite von 1927 bis 1931 am Osthang des Ruinenbergs bei Sanssouci. Am 27. Februar 1930 wurde er an der Technischen Hochschule Berlin mit einer bauhistorischen Dissertation zur Königsberger Burgkirche und ihrem Architekten Johann Arnold Nering zum Dr.-Ing. promoviert, seine Gutachter waren Daniel Krencker und Erich Blunck. 
Im Mai 1932 wurde er zum Stadtbaurat von Potsdam gewählt, trat dieses Amt im Juni 1932 an und hatte es bis 1945 inne. Von 1936 bis 1938 errichtete er die Siedlung Friedrichstadt am Schillerplatz. Nach 1945 war er als Chefarchitekt beim Rat des Bezirks Potsdam am Wiederaufbau Potsdams maßgeblich beteiligt.

## Schriften
- Die Burgkirche zu Königsberg i. Pr. und ihre Beziehungen zu Holland. Leupold, Königsberg 1930. (Dissertation, mit Lebenslauf)
- Nering, Johann Arnold. In: Hans Vollmer (Hrsg.): Allgemeines Lexikon der Bildenden Künstler von der Antike bis zur Gegenwart. Begründet von Ulrich Thieme und Felix Becker. Band 25: Moehring–Olivié. E. A. Seemann, Leipzig 1931, S. 390–391 (biblos.pk.edu.pl).